# Patiti Island
Patiti Island ist mit einer Fläche von 17 Hektar die einzige größere Seeinsel im Lake Rotomahana im Waimangu Valley in der Region Bay of Plenty im Norden der Nordinsel Neuseelands.
Der etwa 18.000 Jahre alte Lavadom wurde durch den Anstieg des Wasserspiegels im See nach der Eruption des Mount Tarawera vom Festland getrennt. Da die Tiere in der Umgebung infolge des Vulkanausbruchs getötet wurden, blieb die Insel frei vom Fuchskusu (Possum) und anderen größeren eingeschleppten Tieren. Lediglich Mäuse und Ratten besiedelten die Insel und schädigten die heimische Fauna und Flora. Hirsche und Wildschweine besuchen die Insel gelegentlich.
Der Betreiber der touristischen Nutzung des Wainmangu Valley, die Waimangu Voolcanic Valley Ltd., vereinbarte im Juni 2001 mit dem Department of Conservation, die heimische Tier- und Pflanzenwelt auf der Insel wiederherzustellen. Die Insel selbst gehört allerdings nicht zu dem Gebiet, das das Unternehmen mit Konzession des DOC betreibt. Der größte Teil der Insel gehört der Krone, der östliche Teil dem Iwi Onuku.
Bis November 2001 wurden die Lebewesen auf der Insel vom DOC katalogisiert und die Möglichkeiten zur Wiederherstellung der ursprünglichen Flora und Fauna beurteilt. Alle nicht heimischen Bäume wurden 2001/2002 entfernt. 2003 bis 2005 wurden die Mäuse und Ratten auf der Insel mit Giftködern ausgerottet, um bedrohte heimische Vögel ansiedeln zu können.